# Furna (Kap Verde)

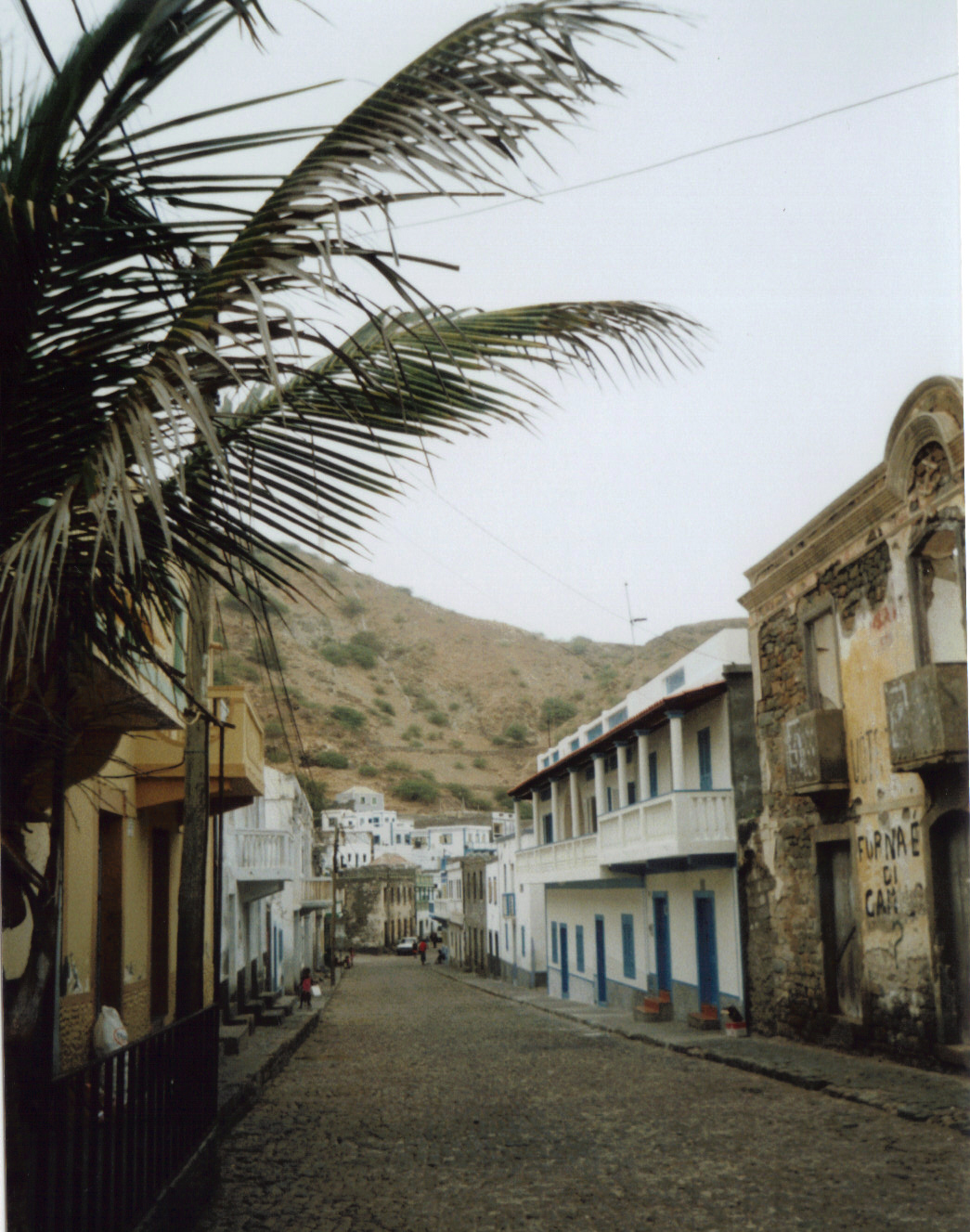
Hauptstraße

Furna ist ein Ort an der Ostküste der kapverdischen Insel Brava und deren einziger ständiger Hafen. Er hatte beim Zensus 2010 612 Einwohner und liegt etwa 2,5 Kilometer östlich der Inselhauptstadt Vila Nova Sintra.

## Geschichte
Der Hafen von Furna ist von drei Seiten von hoch aufragenden Felswänden geschützt, da er in einem vom Meer überspülten Vulkankrater angelegt wurde. Er existiert seit 1843 und stellt die Versorgung der isolierten Insel Brava mit externen Gütern sicher. 1982 wurden zahlreiche Boote und einige Häuser durch zehn Meter hohe Wellen des Orkans Beryl zerstört. Im Jahr 2000 wurde ein Hafenkai eingeweiht, der modernen Fährschiffen als Anlegestelle dient. So wird Furna seit Januar 2011 fast täglich von der Schnellfähre Kriola angefahren, die Brava mit den benachbarten Inseln Fogo und Santiago verbindet.

## Verkehrsverbindungen und Infrastruktur
Nach Stilllegung des Flugplatzes bei Fajã de Água bietet Furna den einzigen regelmäßigen Zugang zur Insel Brava. Der Ort ist über zwei Straßen mit der Inselhauptstadt Vila Nova Sintra verbunden, von denen nur eine Autos befahren können. Bei Ankunft der Fähre warten am Hafen die auf den Kapverden verbreiteten Aluguers, eine Art Sammeltaxis.
In der Hauptstraße des Ortes befinden sich einige kleinere Geschäfte und Bars. Übernachtungsmöglichkeiten für Touristen bestehen nicht.

## Ortsbild
Sehenswürdigkeiten hat Furna nicht aufzuweisen; interessant sind jedoch die teilweise betonierten Berghänge der stillgelegten Fischfabrik, die der Regenwassergewinnung dienen. Große Wandgemälde an der neuen, von Belgien finanzierten Schule sollen Kinder motivieren, mit Wasser sparsam umzugehen und bei der Begrünung der Insel zu helfen.

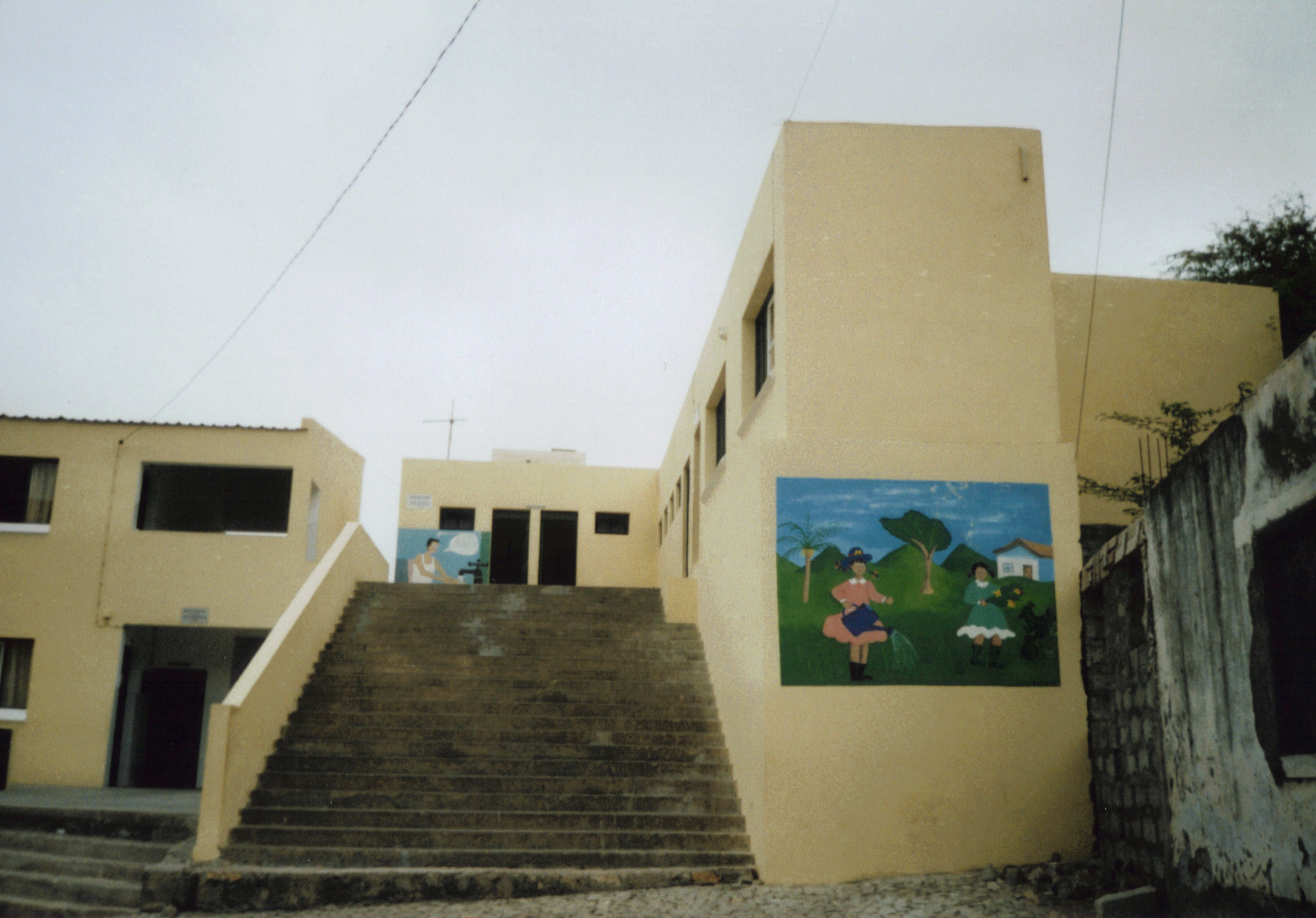
Neue Schule
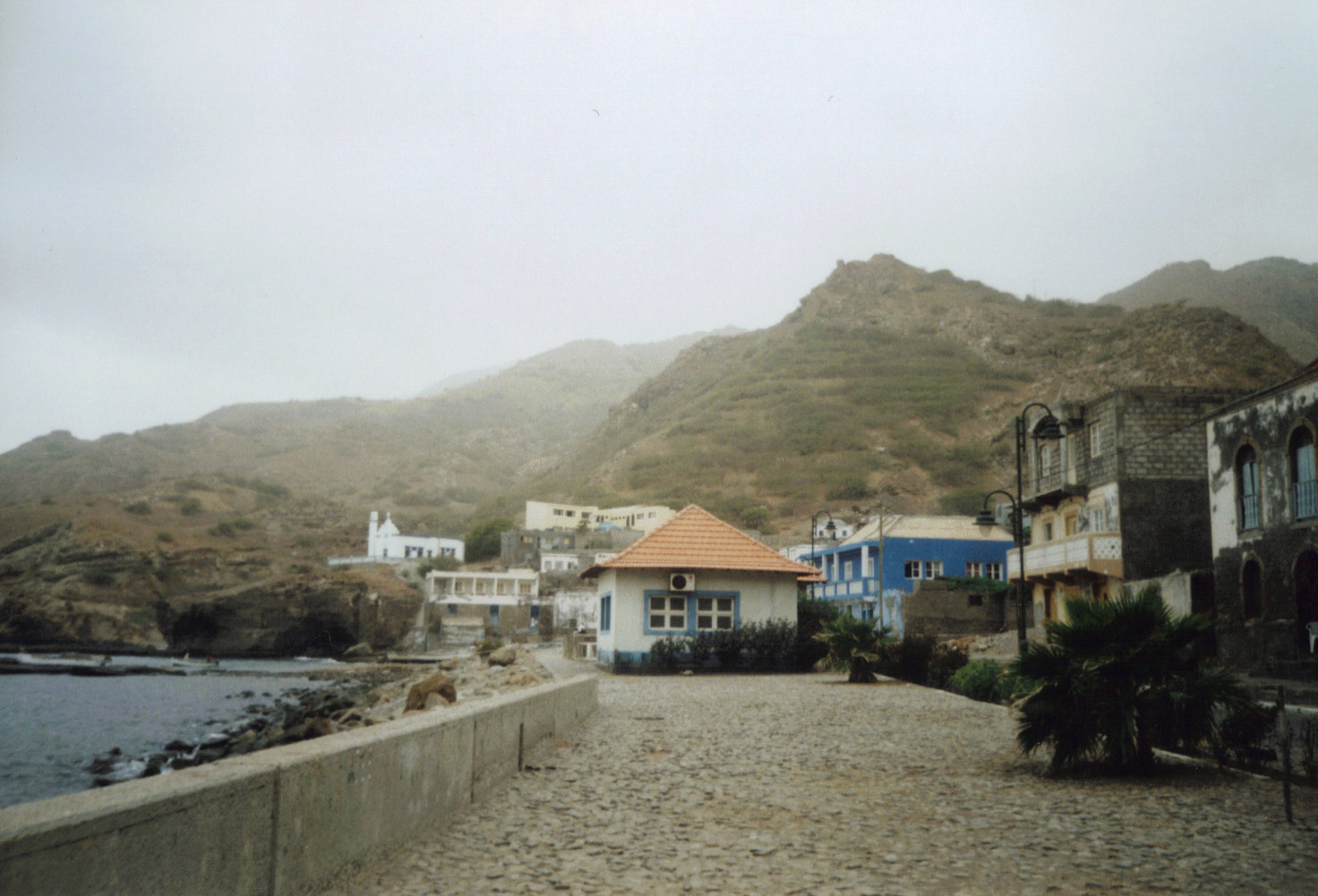
Küstenstraße mit Blick zur Kirche